# Jean Jacques Étienne Lucas
Pour les articles homonymes, voir Jean Lucas.
 (janvier 2012).
Si vous disposez d'ouvrages ou d'articles de référence ou si vous connaissez des sites web de qualité traitant du thème abordé ici, merci de compléter l'article en donnant les références utiles à sa vérifiabilité et en les liant à la section « Notes et références ».
Jean Jacques Étienne Lucas, souvent simplifié en Capitaine Lucas, né le 28 avril 1764 à Marennes et décédé à Brest le 6 novembre 1819, est un officier de marine français des XVIIIe et XIXe siècles. Il participe à la guerre d'indépendance des États-Unis et passe à la postérité pour son action héroïque comme commandant du Redoutable lors de la bataille de Trafalgar.

## Biographie

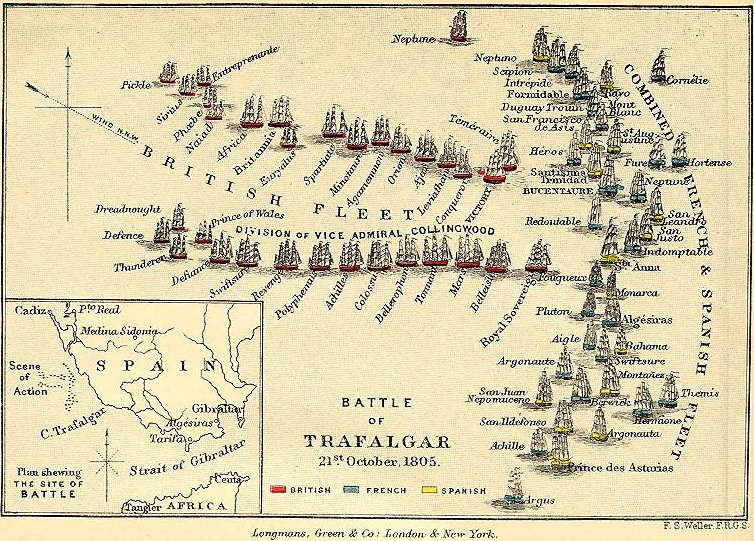
Carte montrant le positionnement des deux marines durant la bataille de Trafalgar, avec le Redoutable au centre.

### Vie privée
Jean Jacques Étienne Lucas nait le 28 avril 1764 à Marennes, de Étienne Lucas, notaire royal, et de Jeanne Melon-Duplessis.
Le 9 octobre 1791 il épouse à Brest Jeanne Jezequel avec laquelle il a 3 filles : Liberté Victoire en 1794, Cécile Caroline en 1796, et Jeanne Françoise Adelle en 1798.

Il meurt le 6 novembre 1819 à Brest. Il est enterré au cimetière Saint-Martin de Brest (carré 12, rang 7, tombe 22/23).

### Premières armes
Il entre dans la Marine comme mousse en 1778, à 14 ans sur la prame La Bathilde dans la Marine royale, il participe à partir de 1780, comme pilotin sur L'Hermione à la guerre d'indépendance des États-Unis.

### Révolution française
Il prend part à l’expédition d’Irlande en 1796. Capitaine de frégate en 1799, il est second sur le vaisseau le Formidable, dans l’escadre de l’amiral Bruix. Il se distingue lors de la bataille d’Algésiras en 1801, où, après avoir remplacé son commandant tué, il capture le vaisseau anglais Hannibal. Capitaine de vaisseau en 1803, il se trouve dans l’escadre de l’amiral Villeneuve où il commande le Redoutable.

### La bataille de Trafalgar

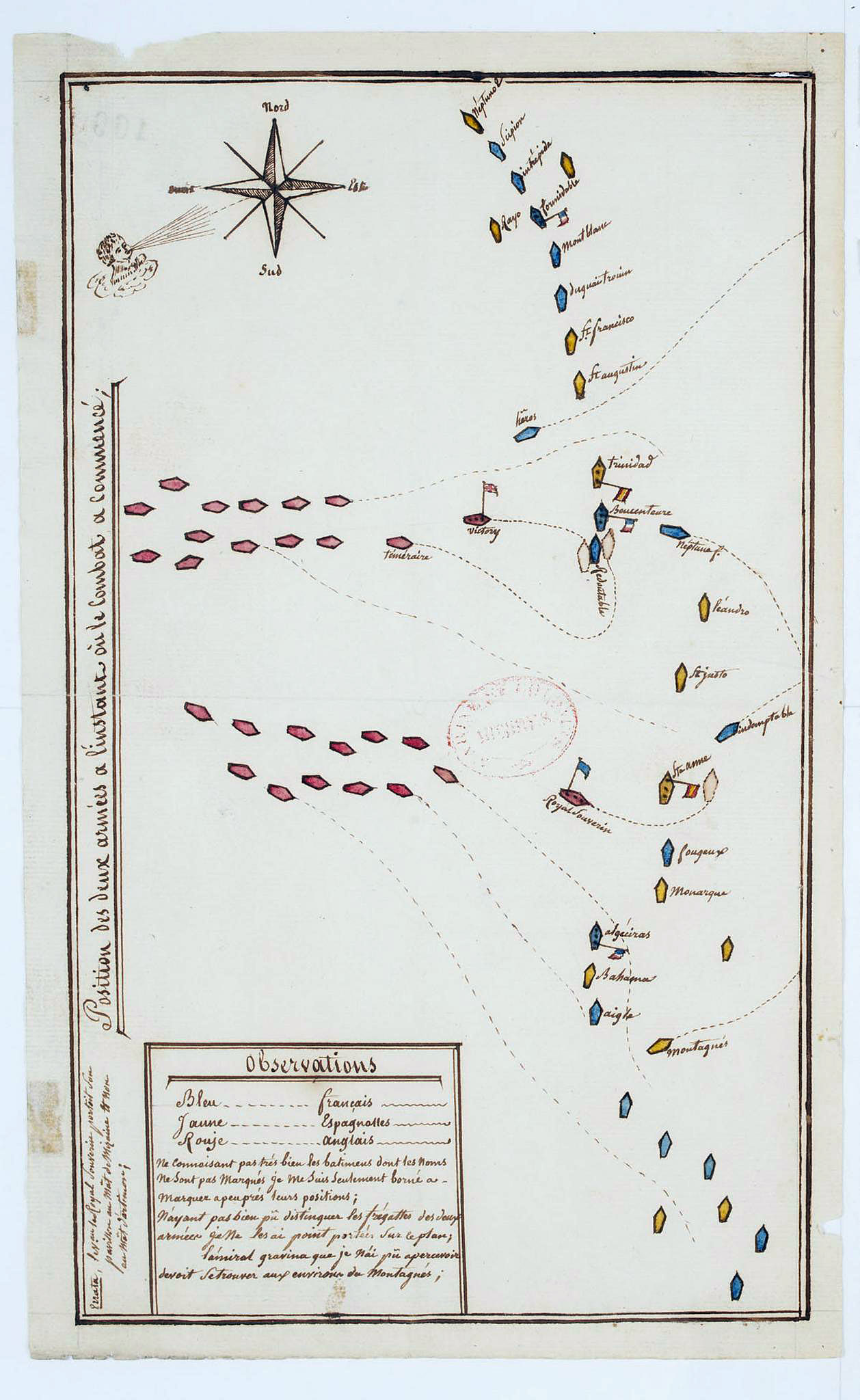
Plan manuscrit indiquant la position des deux flottes au début de la bataille de Trafalgar annexé au rapport adressé par le capitaine de vaisseau Lucas, commandant du "Redoutable", à l’amiral Decrès, ministre de la marine.

C'est cependant son rôle dans la bataille de Trafalgar, qui le rend célèbre. En 1805, Lucas est capitaine de vaisseau, et commande le Redoutable, un vaisseau de 74 canons. Pendant la bataille, il lance son vaisseau, bord à bord avec le trois-ponts HMS Victory (100 canons) pour soulager le Bucentaure de l'amiral de Villeneuve. Le duel est d'emblée sanglant. Moins fort en artillerie mais utilisant de nombreux tireurs postés dans les hunes, le Redoutable cause des pertes importantes à l'équipage posté sur le pont du Victory. L'amiral Nelson lui-même est mortellement blessé par un coup de fusil tiré depuis un des mâts du Redoutable.
Lucas donne ensuite l'ordre d'abordage à ses marins. Mais la différence de taille des navires empêche les Français d'accéder au pont du navire amiral britannique. Massés sur le pont de leur navire, ils forment alors une cible magnifique pour le trois-ponts britannique HMS Temeraire de 98 canons qui vient d'aborder le Redoutable sur son côté droit. Canons et caronades du Téméraire balayent le Redoutable de leur mitraille. Selon Lucas, deux cents de ses hommes sont mis hors de combat en quelques instants.
Le combat dure quelque temps encore, mais les bordées des deux trois-ponts britannique écrasent le Redoutable qui commence à prendre eau. Avec les cinq sixièmes de son équipage hors de combat (300 morts et 222 blessés sur 645 hommes), Lucas doit cesser le combat. Son vaisseau n'est plus guère qu'une épave flottante, démâtée et aux nombreux canons démontés. À 14 h 30, le Redoutable abaisse son pavillon et se rend au Téméraire.
Le HMS Swiftsure envoie un équipage pour récupérer Lucas et deux officiers le lendemain. Cependant, le Redoutable continuant à prendre l'eau dans une mer très forte et malgré les efforts des bateaux envoyés pour chercher les survivants, seuls 119 marins purent être sauvés avant que le vaisseau ne coule avec les blessés restés à son bord.

### Après Trafalgar: l'île d'Aix
Conduit en Grande-Bretagne, et bientôt après échangé, il fut présenté à l’Empereur avec le capitaine Infernet à Saint-Cloud « Si tous mes vaisseaux, leur dit-il, s’étaient conduits comme ceux que vous commandiez, la victoire n’aurait pas été incertaine. Je vous ai nommés commandeurs de la Légion d’honneur. » Les deux hommes avaient préféré cette récompense au grade de contre-amiral.
À la fin de sa captivité et à son retour en France, Lucas est fait commandeur de la Légion d'honneur le 4 mai 1806, par Napoléon en reconnaissance de ses services et de son héroïsme durant la bataille.
Une seconde fois, Lucas sauve l'honneur de la marine française quelques années plus tard : il commande, en 1809, le Regulus (74 canons), appartenant à la flotte concentrée à l'île d'Aix sous les ordres du vice-amiral Zacharie Allemand. Lors de l'attaque par des brûlots britanniques dans la nuit du 11 au 12 avril 1809, le Regulus est l'un des rares vaisseaux sur lequel le feu se déclare. Toutefois, évitant toute forme de panique, son équipage parvient à l'éteindre mais comme beaucoup d'autres, le Regulus, privé d'une partie de ses vergues et de son gréement - conformément aux ordres défensifs de l'amiral - s'échoue sur le banc des Palles où il est harcelé pendant quinze jours par les frégates, corvettes et canonnières britanniques. À la différence de nombreux autres, cependant, Lucas, malgré la position très vulnérable de son bâtiment, se bat avec acharnement, perçant notamment des trous dans la coque afin de pouvoir placer plus de pièces face à l'ennemi. Il ne reçoit aucun secours ni instruction de qui que ce soit, l'amiral étant totalement dépassé par les événements mais réussit finalement à renflouer son bâtiment et à rejoindre Rochefort où il est porté en triomphe.
Lucas meurt le 29 mai 1819 à Brest à l'âge de 55 ans.

## Sources et bibliographie
- Jean Tulard (dir), Dictionnaire Napoléon, Fayard, Paris, 1999.